# Sofja Pawlowna Skomoroch
Sofja Pawlowna Skomoroch (russisch Софья Павловна Скоморох; * 18. August 1999 in Omsk) ist eine russische Rhythmische Sportgymnastin.
2013 wurde Skomoroch Junioren-Europameisterin (Gruppenmehrkampf) bei den Europameisterschaften in Wien. 2014 gewann sie bei den Olympischen Jugend-Spielen in Nanjing eine Goldmedaille in der Gruppe.
Skomoroch gewann zwei Goldmedaillen bei den Weltmeisterschaften 2015 in der Porsche-Arena in Stuttgart. Im selben Jahr gewann sie zwei Goldmedaillen bei den Europaspielen 2015 in Baku.
Aufgrund einer Verletzung konnte sie nicht an den Olympischen Spielen 2016 in Rio de Janeiro teilnehmen.

## Auszeichnungen
- 2016:  Verdienter Meister des Sports Russlands[3][7]